# Логичка слагалица
Логичка слагалица је слагалица која се изводи из математичког поља дедукције.

## Историја
Логичку слагалицу је први направио Чарлс Лудвиг Догсон, који је боље познат по својем надимку Луис Керол. Он је аутор Алиса у земљи чуда. У овој књизи The Game of Logic је написао игру којом се решавају проблеми као што су потврђивање закључка "Неки хртови нису дебели" из изјава "Ни једно дебело створење не трчи добро" и "Неки хртови трче добро". Загонетке попут ове, где је дата листа изјава и тражи се да се изведе закључак, су познате као силогизми. Догсон наставља и конструише много комплексније загонетке које се састоје из чак 8 премиса.
У другој половини двадесетог века математичар Рејмонд М. Смулјан је наставио и проширио мрежу логичких слагалица са књигама као што су The Lady or the Tiger?, To Mock a Mockingbird и ''Alice in Puzzle-Land. Популаризовао је "knights and knaves" слагалице, које укључују витезове, који увек говоре истину, и лопове који увек лажу.
Постоје такође логичке слагалице које су апсолутно без вербалних атрибута. Популарна форма ових слагалица је Sudoku, који укључује коришћење дедукције да би се правилно бројеви сврстали у мрежу; нанограм, такође назван  "Бој по бројевима", који укључује коришћење дедукције да би се коректно попуниле у мрежама са белим и црним коцкама да би се саставила слика; и логички лавиринти, који укључују коришћење дедукције да би се сазнала правила лавиринта.

## Логичке пузле с мрежом
Још једна форма логичке слагалице, популарне међу ентузијастима и доступним у магазинима посвећеним овом темом, је формат у коме је дат сценарио, као и објекат (на пример, одреди ко је довео пса на изложбу паса, и које врсте је био сваки од паса), одређени трагови су дати ("нити је Мисти, нити Рекс немачки овчар"), и онда читач попуњава матрицу траговима и покушава да дедукује решење. Ове су често називане као слагалице "логичке мреже". Најпознатија може да буде такозвана Зебрина слагалица, која пита питање ко поседује зебру?
Често у магазинима са логичким слагалицама постоје логичке слагалице зване табеларне слагалице, које се решавају на исти начин као и мрежасте слагалице, али немају мрежу било зато што бе била превелика, или зато што постоји неки други визуелни елемент. На пример, мапа града може бити постављена уместо мреже у слагалици о локацијама разних радњи.